# Свенссон, Пер
Пер Оскар «Пелле Свинг» Свенссон (швед. Per Oskar "Pelle Sving" Svensson; 6 февраля 1943, Соллефтео, Швеция — 17 декабря 2020) — шведский борец греко-римского стиля, серебряный призёр Олимпийских игр, двукратный чемпион мира, чемпион Европы, тринадцатикратный чемпион Швеции (1962—1974). Один из известных и успешных шведских адвокатов по уголовным делам.

## Биография
В 1963 году на чемпионате мира остался лишь четвёртым, и в первый раз победил на чемпионате Северных стран (всего за карьеру на этом чемпионате он победил семь раз — один раз в 1964 году среди юниоров уже после участия в олимпийских играх, — и дважды был вторым).
На Летних Олимпийских играх 1964 года в Токио боролся в полутяжёлом весе (до 97 килограммов). За чистое поражение начислялись 4 штрафных балла, за поражение по очкам 3 штрафных балла, за ничью 2 штрафных балла, за победу по очкам 1 штрафной балл. Набравший 6 штрафных баллов спортсмен выбывал из турнира. Титул оспаривали 18 борцов.
К пятому кругу осталось только четыре борца, которые претендовали на призовые места. Боян Радев победил Николае Мартинеску, тем самым выбив его из турнира с восемью штрафными баллами. Пер Свенссон победил Хайнца Киля по очкам, в результате чего они вылетели оба, набрав по шесть штрафных баллов, однако за счёт победы в личной встрече, Пер Свенссон обеспечил себе серебряную медаль.
| Выступление на Олимпийских играх 1964 года | Выступление на Олимпийских играх 1964 года | Выступление на Олимпийских играх 1964 года | Выступление на Олимпийских играх 1964 года | Выступление на Олимпийских играх 1964 года | Выступление на Олимпийских играх 1964 года | Выступление на Олимпийских играх 1964 года |
| Круг                                       | Соперник                                   | Страна                                     | Результат                                  | Баллы                                      | Всего баллов                               | Время схватки                              |
| ------------------------------------------ | ------------------------------------------ | ------------------------------------------ | ------------------------------------------ | ------------------------------------------ | ------------------------------------------ | ------------------------------------------ |
| 1                                          | Петер Ютцелер                              | Швейцария                                  | Победа По очкам                            | -1                                         | -1                                         |                                            |
| 2                                          |                                            |                                            |                                            | -1                                         | -1                                         |                                            |
| 3                                          | Ростом Абашидзе                            | Союз Советских Социалистических Республик  | Ничья                                      | -2                                         | -3                                         | 12:00                                      |
| 4                                          | Ференц Кишш                                | Венгрия                                    | Ничья                                      | -2                                         | -5                                         | 4:55                                       |
| 5                                          | Хайнц Киль                                 | Германия                                   | Победа По очкам                            | -1                                         | -6                                         |                                            |

В 1965 году остался на четвёртом месте чемпионата мира. В 1966 году на чемпионате Европы завоевал бронзовую медаль, а на чемпионате мира был лишь пятым. В 1967 году на чемпионате Европы вновь завоевал бронзовую медаль, а в 1968 году стал трёхкратным бронзовым призёром чемпионата Европы.
На Летних Олимпийских играх 1968 года в Мехико боролся в полутяжёлом весе (до 97 килограммов). В сравнении с предыдущими играми, регламент турнира остался прежним, с начислением штрафных баллов, но сменилось количество баллов, начисляемых за тот или иной результат встречи. Теперь за чистую победу штрафные баллы не начислялись, за победу с явным преимуществом начислялось 0,5 штрафных балла, за победу по очкам 1 балл, за ничью 2,5 балла, за поражение с явным преимуществом соперника 3,5 балла и за чистое поражение 4 балла. Как и прежде, борец, набравший 6 штрафных баллов, из турнира выбывал. Титул оспаривали 16 борцов.
Ни разу не проиграв, Пер Свенссон (две ничьи и две победы) в четвёртом круге выбыл из турнира, заняв итоговое четвёртое место.
| Выступление на Олимпийских играх 1968 года | Выступление на Олимпийских играх 1968 года | Выступление на Олимпийских играх 1968 года | Выступление на Олимпийских играх 1968 года | Выступление на Олимпийских играх 1968 года | Выступление на Олимпийских играх 1968 года | Выступление на Олимпийских играх 1968 года |
| Круг                                       | Соперник                                   | Страна                                     | Результат                                  | Баллы                                      | Всего баллов                               | Время схватки                              |
| ------------------------------------------ | ------------------------------------------ | ------------------------------------------ | ------------------------------------------ | ------------------------------------------ | ------------------------------------------ | ------------------------------------------ |
| 1                                          | Даниэль Верник                             | Аргентина                                  | Ничья                                      | -2                                         | -2                                         |                                            |
| 2                                          | Торе Хем                                   | Норвегия                                   | Ничья                                      | -2                                         | -4                                         |                                            |
| 3                                          | Кай Малмберг                               | Финляндия                                  | Победа По очкам                            | -1                                         | -5                                         |                                            |
| 4                                          | Николае Мартинеску                         | Румыния                                    | Победа По очкам                            | -1                                         | -6                                         |                                            |

После олимпиады 1968 года чередой пошли успехи. Пер Свенссон становится двукратным чемпионом Европы (1969, 1970), двукратным чемпионом мира (1970, 1971).
На Летних Олимпийских играх 1972 года в Мюнхене боролся в тяжёлом весе (до 100 килограммов). Регламент остался прежним. Титул оспаривали 14 борцов.
Пер Свенссон, после ничьи в первом круге, неожиданно, менее чем за минуту проиграл во втором круге и выбыл из турнира.
| Выступление на Олимпийских играх 1972 года | Выступление на Олимпийских играх 1972 года | Выступление на Олимпийских играх 1972 года | Выступление на Олимпийских играх 1972 года | Выступление на Олимпийских играх 1972 года | Выступление на Олимпийских играх 1972 года | Выступление на Олимпийских играх 1972 года |
| Круг                                       | Соперник                                   | Страна                                     | Результат                                  | Баллы                                      | Всего баллов                               | Время схватки                              |
| ------------------------------------------ | ------------------------------------------ | ------------------------------------------ | ------------------------------------------ | ------------------------------------------ | ------------------------------------------ | ------------------------------------------ |
| 1                                          | Христо Игнатов                             | Болгария                                   | Ничья                                      | -2                                         | -2                                         |                                            |
| 2                                          | Торе Хем                                   | Норвегия                                   | Поражение Туше                             | -4                                         | -6                                         | 0:42                                       |

В 1974 году оставил карьеру.
В 1970 году получил степень бакалавра в Уппсале, и там же в 1973 году степень магистра права. С 1977 года работал в адвокатской конторе в Сундсвалле, с 1980 года член ассоциации шведских адвокатов, с 1989 года владелец собственной адвокатской конторы. Специализировался на уголовных делах, был занят в различных, имеющих резонанс, процессах, в том числе в возобновлении уголовного дела по факту убийства Улофа Пальме.
В 2001 году прекратил практику из-за синдрома эмоционального выгорания. Вскоре был приговорён к двум месяцам тюремного заключения за вождение в нетрезвом виде и автомобильную погоню за ним через Сундсвалль.
Позднее Пер Свенссон получил пенсию, основываясь на том, что его психическое расстройство было связано с его деятельностью адвоката и имеет производственный характер. Через некоторое время снова стал ограниченно практиковать в уголовных делах.
Являлся членом правления FILA (1990—2007) и Главой Федерации борьбы Швеции (1993—1998). Оставил посты в знак протеста против неготовности FILA бороться с коррупцией.
Жил в небольшой деревне Нюрунда близ Сундсвалля, был женат, имел троих детей. Один из его детей, Фредрик Свенссон — неоднократный чемпион Европы и Швеции по пауэрлифтингу.